# Дерев'янченко Олеся Володимирівна
Олеся Володимирівна Дерев’янченко (13 березня 2002 ) — українська плавчиня-синхроністка, чемпіонка світу та Європи.

## З життєпису
Представляє команду Харківської області.
У 2018 році вперше виступила на Світовій серії з артистичного плавання у Словаччині, де здобула золоту медаль в довільній програмі груп та довільній програмі комбінації, а також виграла срібну медаль у технічній програмі груп. Цього ж року спортсменка виступила на юніорському чемпіонаті світу, де посіла друге місце в технічній програмі груп та довільній програмі комбінації.
Наступного року виступила на Світовій серії з артистичного плавання у Парижі, де здобула золоту медаль в довільній програмі груп, довільній програмі комбінації та хайлайті. Також спортсменка дебютувала на Чемпіонаті Європи, де стала чемпіонкою в довільній програмі комбінації.
У 2019 році виступила на Світовій серії з артистичного плавання у Китаї де. їй вдалося стати бронзовою призеркою в довільній програмі дуетів та груп, а також срібною призеркою в довільній програмі комбінації.
У 2022 році дебютувала на дорослому чемпіонаті світу, де стала чемпіонкою світу в довільній програмі комбінації та гайлайті. Спортсменка також увійшла до складу груп, але у технічній програмі українська команда не вийшла на старт, а у довільній програмі виграла срібну медаль.